# Claude-Louis Mathieu
Claude-Louis Mathieu ou Louis Mathieu (Mâcon, 25 de novembro de 1783 – Paris, 5 de março de 1875) oi um matemático e astrônomo francês que começou sua carreira como engenheiro. Trabalhou no Bureau des Longitudes e tentou determinar a distância das estrelas.
Recebeu o prêmio Lalande duas vezes, em 1808 e 1815.